# 록맨 & 포르테: 미래로부터의 도전자
《록맨 & 포르테: 미래로부터의 도전자》(ロックマン&フォルテ 未来からの挑戦者)는 캡콤이 개발하고 반다이가 배급을 맡은 액션 플랫폼 게임이다. 1998년에 슈퍼 패미컴으로 발매됐던 《록맨 & 포르테》에 기반한 오리지널 록맨 시리즈의 스핀오프로, 반다이가 일본서만 보급한 휴대용 게임기 원더스완으로 1999년 10월 21일 출시됐다.
'더 디멘션즈(The Dimensions)'라고 자칭하는 미래에서 온 로봇 군단의 침략을 막고, 이들을 이끄는 록맨을 닮은 인물의 정체를 밝히기 위해 록맨과 포르테가 출격하는 내용을 다뤘다.

## 평가
| 평가                                            |              |
| ----------------------------------------------- | ------------ |
| 평론 점수 평론사 점수 패미츠 23 out of 40 [ 2 ] |              |
| 평론 점수                                       |              |
| 평론사                                          | 점수         |
| 패미츠                                          | 23 out of 40 |